# Paso doble

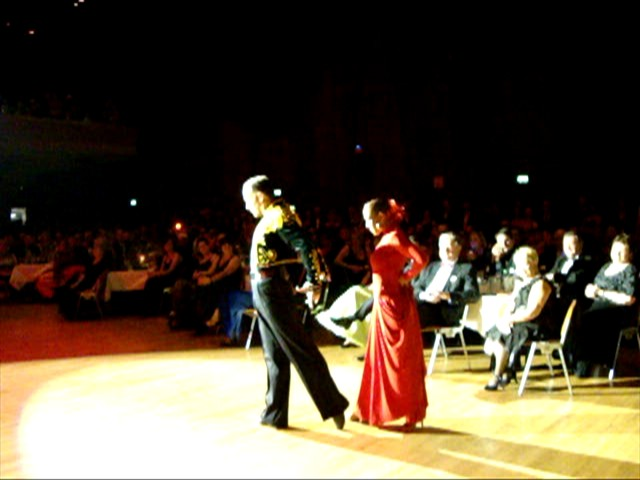
Paso doble

Paso doble (někdy psáno pasodoble, španělsky dvojkrok) je druh latinskoamerického tance, který symbolicky znázorňuje koridu.
První zmínka o tomto tanci pochází z roku 1918 jako o španělském onestepu. Známějším se stává v první polovině 20. let, kdy se víc rozšířil. Standardizovali ho francouzští taneční učitelé. Jeho původ je ve Španělsku v lidových tancích oslavujících vítězného toreadora při býčích zápasech. Partner vyjadřuje toreadora v aréně, partnerka představuje toreadorův šátek (muletu). Soutěžním tancem se paso doble stalo po druhé světové válce.
Paso doble se tančí ve 2/4 taktu a jeho tempo se pohybuje mezi 60 a 62 takty za minutu (metronom 120-124). Paso doble se na tanečních soutěžích tančí až od taneční třídy „C“.

## Figury
Figury podle ČSTS:
1. Na místě – Sur Place
2. Základní pohyb – Basic Movement
3. Výzva – Apel
4. Přeměny vpravo a vlevo – Chasses to Right and Left
5. Zdvihy vpravo a vlevo – Elevations to Right and Left
6. Z místa – Déplacement
7. Útok – Attack
8. Oddálení – Separation
  - základní – Basic
  - se spádným zakončením – with Fallaway ending
  - do spádného zášvihu – to Fallaway Whisk
  - se šátkovou chůzi dámy do spádného zášvihu – with Lady’s Caping Walks to Fallaway Whisk
9. Synkopované oddálení – Syncopated Separations
10. Osmička – Huit
11. Šestnáctka – Sixteen
12. Promenády – Promenades
  - promenáda – Promenade
  - promenádou do obrácené promenády – Promenade to Counter Promenade
13. Promenádní uzavření – Promenade Close
14. Velký kruh – Grand Circle
15. Twisty – Twists
16. Výdrže – La Passe
17. Šipky – Banderillas
18. Spádný zášvih – Ecart (Fallaway Whisk)
19. Spádná otáčka vlevo – Fallaway Reverse
20. Otevřený telemark – Open Telemark
21. Šátková přeměna – Chasse Cape
22. Postupové spiny z promenády a obrácené promenáda – Travelling Spins from PP and OPP
23. Metody změny chodidla – Metods of Changing Feet
  - výdrž na jednu dobu – One Beat Hesitation
  - synkopovaným na místě – Syncopated Sur Place
  - synkopovaná přeměna – Syncopated Chasse
  - variace na levou nohu – Left Foot Variation
  - bodnutí pikou se změnou z Pn na Ln a z Ln na Pn – Coup de Pique Changing from LF to RF and RF to LF
  - párové bodnutí pikou – Coup de Pique Couplet
  - synkopované bodnutí pikou – Syncopated Coup de Pique#
24. Promenádní spojka – Promenade Link
25. Bodnutí pikou – Coup de PiqueČeský svaz tanečního sportu Soutěžní řád ČSTS
26. Twistová otáčka – Twist Turn
27. Španělská linie – Spanish Line
28. Flamengové poklepy (v promenádním postavení a z postavení obrácené promenády) – Flamenco Taps (in PP or CPP)
29. Sloup – Farol
30. Fregolina – Fregolina
31. Alternativní vchody do Promenádního postavení (Metody 1,2,3) – Alternative Entries to PP (Metods 1,2,3)